# معاهدة وستمنستر (1674)

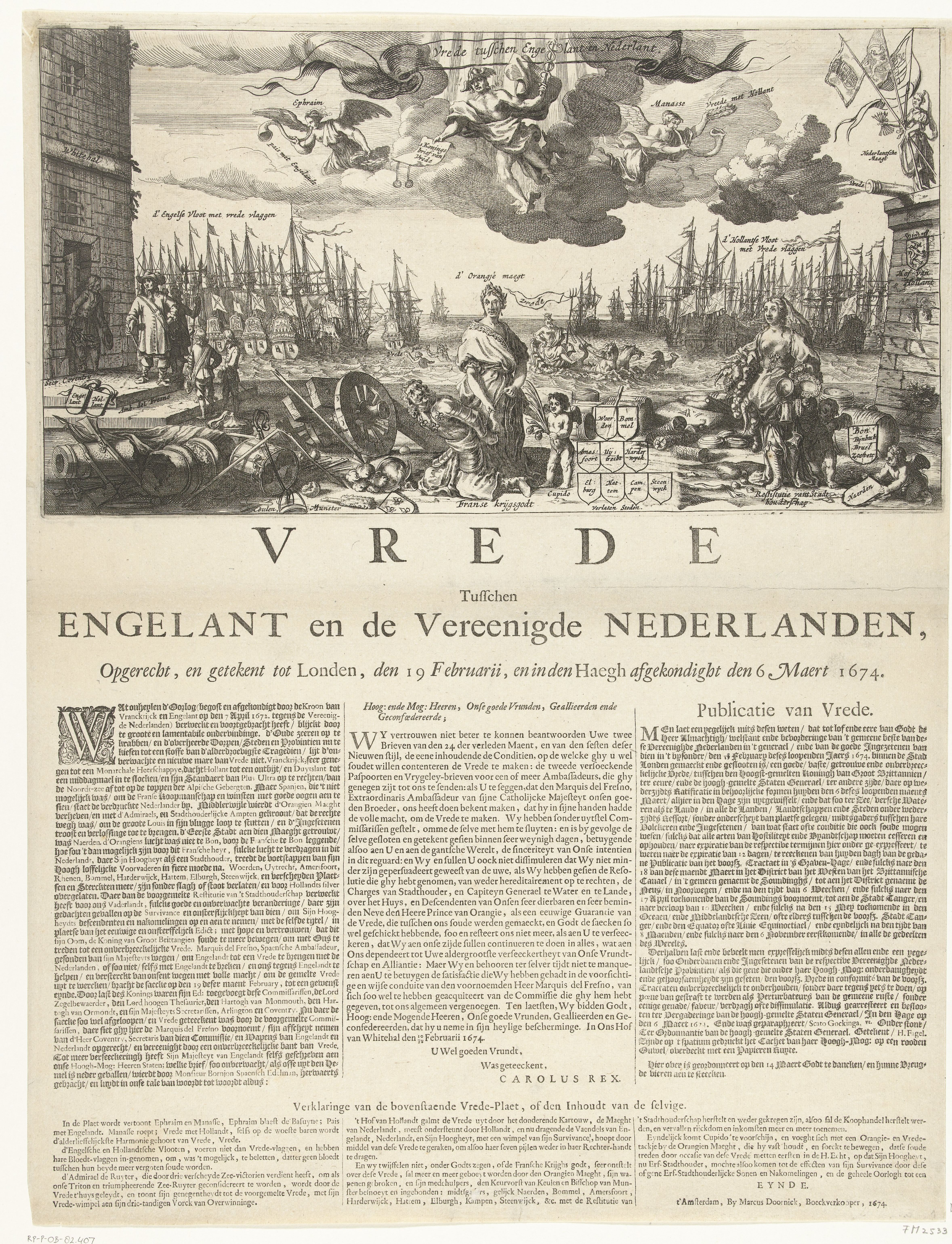
رمزية السلام مع إنجلترا، 1674. السلام بين إنجلترا وهولندا المتحدة

كانت معاهدة وستمنستر عام 1674 هي معاهدة السلام التي أنهت الحرب الأنجلو هولندية الثالثة . نصت المعاهدة التي وقعتها الجمهورية الهولندية ومملكة إنجلترا على عودة مستعمرة نيو نذرلاند (نيويورك حاليًا) إلى إنجلترا وجددت معاهدة بريدا لعام 1667 . نصت المعاهدة أيضًا على إنشاء لجنة مختلطة لتنظيم التجارة ، لا سيما في جزر الهند الشرقية .
تم التوقيع على المعاهدة في 19 فبراير 1674 حسب التقويم القديم (9 فبراير 1674 التقويم الجديد) من قبل تشارلز الثاني ملك إنجلترا وصدق عليه البرلمان العام لهولندا في 5 مارس 1674. أُجبرت إنجلترا على التوقيع على المعاهدة لأن البرلمان لن يسمح بإنفاق المزيد من الأموال على الحرب وأصبح على دراية بمعاهدة دوفر السرية التي وعد فيها تشارلز الثاني لويس الرابع عشر ملك فرنسا بالتحول إلى الكاثوليكية في وقت مناسب. انزعج الإنجليز من الحقيقة غير المتوقعة المتمثلة في أن المغيرين الهولنديين تمكنوا من الاستيلاء على عدد أكبر من السفن الإنجليزية أكثر من استيلائهم على السفن الهولندية ، واستعاد الهولنديون نيو أمستردام في عام 1673.

## خلفية
في عام 1672، هاجمت إنجلترا وفرنسا بشكل مشترك الجمهورية الهولندية. حيث احتلت فرنسا جزءًا كبيرًا من الجمهورية، لكن الأسطول الأنجلو-فرنسي تعرض لأضرار جسيمة من قبل الملازم أول الأدميرال ميشيل دي رويتر. في عام 1673، فشلت الجهود المستمرة من قبل البحرية الملكية لهزيمة الأسطول الهولندي وإنزال جيش على الساحل الهولندي. ثبت أن إصلاح السفن الحربية الإنجليزية مكلف للغاية. عانى الشحن التجاري الإنجليزي من هجمات متكررة من قبل القراصنة الهولنديين. في غضون ذلك، اضطرت فرنسا، الحليف الإنجليزي في الحرب، إلى الانسحاب التدريجي لقواتها من معظم أراضي المقاطعات المتحدة. هددت فرنسا بغزو هولندا الإسبانية، الأمر الذي من شأنه أن يضر بالمصالح الإستراتيجية الإنجليزية. الحرب، التي كانت مشروعًا خاصًا لتشارلز إلى حد ما، ولم تكن تحظى بشعبية بين الشعب الإنجليزي، بدت الآن لمعظم الناس وكأنها مهمة ميؤوس منها.  
كما أقنعت الدعاية الهولندية الإنجليز بأن الحرب كانت جزءًا من مؤامرة لجعل بلادهم كاثوليكية رومانية مرة أخرى. بدأ قائد البحرية الملكية، الأمير روبرت الرايني، وهو بروتستانتي متدين، في قيادة حركة صاخبة تهدف إلى كسر التحالف الفرنسي. في أواخر أكتوبر، طلب تشارلز من البرلمان ميزانية حرب كافية لعام 1674. كان أعضاؤها حرجين للغاية ونفوا أنه لا يزال من الضروري القضاء على الهولنديين كمنافسين تجاريين لأن التجارة الإنجليزية نمت بشكل مرضٍ بين عامي 1667 و1672. نُدب الزواج المقترح لشقيق الملك، دوق يورك، بالكاثوليكية ماري مودينا. وطالب البرلمان بضمانات للدفاع عن الكنيسة الأنجليكانية ضد الكنيسة البابوية، وحل الجيش النظامي (بقيادة يورك) وإقالة الوزراء الموالين لفرنسا. 
عندما كان الوضع مهددًا بالتصعيد، قام تشارلز، بناءً على نصيحة المبعوث الفرنسي ولكن ضد رأي مجلس الملكة الخاص، بتأجيل البرلمان. بذل تشارلز جهدًا أخيرًا لمواصلة الحرب، حتى بدون ميزانية حرب. ووعده الملك لويس الرابع عشر ملك فرنسا بزيادة الدعم. حيث وضع خططًا للاستيلاء على أسطول الكنز المنتظم من جزر الهند الشرقية الهولندية. أزال أعدائه من منصبه، ومن بينهم المستشار أنتوني أشلي كوبر، إيرل شافتسبري الأول، الخصم الرئيسي لزواج يورك. في الوقت نفسه، حاول تشارلز تقليل المخاوف من خلال إعادة التأكيد على التدابير المناهضة للكاثوليكية مثل تعليق الإعلان الملكي للتسامح ونشر العديد من معاهداته السرية مع فرنسا. 
مما أثار استياءة ان البرلمان أصبح أكثر عدوانية، وحرضه شافتسبري بشدة الآن. دعا البعض ويليام الثالث ملك أورانج، صاحب الملاعب في هولندا وحفيد تشارلز الأول ملك إنجلترا، ليصبح ملكًا إذا مات تشارلز بعد استبعاد دوق يورك. لم يكن ذلك مفاجئًا لوليام، الذي كان لديه تعاملات سرية مع شافتسبري والعديد من السياسيين الإنجليز الآخرين. كان لدى ويليام وكلاء يعملون معه في إنجلترا، مثل سكرتيرته فان ريدي.  ساعدته إسبانيا بالتهديد بإعلان الحرب ورشوة البرلمانيين.  دعمت الدول العامة حزب السلام الموالي لهولندا بزعامة اللورد أرلينغتون بطريقة أكثر رسمية من خلال تقديم اقتراح سلام في أكتوبر ومن خلال توزيع البيانات والإعلانات بانتظام في إنجلترا التي توضح الموقف والسياسة الهولندية الرسمية.  في عام 1672، اتفقت إنجلترا وفرنسا على عدم إبرام سلام منفصل أبدًا، لكن الدول كشفت الآن لتشارلز أنها تلقت مؤخرًا عرض سلام من لويس. 
في أواخر ديسمبر، سحب الجنرال فرانسوا هنري دي مونتمورنسي، دوك دو لوكسمبورغ، الجزء الأكبر من جيش الاحتلال الفرنسي من ماستريخت إلى نامور، فقد تشارلز إيمانه تمامًا وقرر تحرير نفسه من القضية برمتها. 

## الإجراء
شعر تشارلز أن استمرار التحالف مع فرنسا أصبح تهديدًا خطيرًا لموقفه الشخصي وتوقع أن البرلمان لن يمول الحرب بعد الآن.  أخبر السفير الفرنسي، كولبير دي كرواسي، أنه للأسف، اضطر إلى إنهاء المجهود الحربي الإنجليزي.  أخبر الهولنديين عن طريق القنصل الإسباني في لندن، ماركيز ديل فريسنو،  أن هدفه الرئيسي في الحرب، هو تنصيب ابن أخيه النبيل كقائد، بعد أن تم تحقيقه، لم يعد يعترض على إبرام سلام دائم بين الدولتان الشقيقتان البروتستانتيتان إذا كان من الممكن دفع بعض "التعويضات" البسيطة فقط. في البداية، كانت الولايات الهولندية غير راغبة في تلبية مطالب تشارلز. نظرًا لأن إنجلترا لم تنجز شيئًا في الحرب، فقد كان من رأيهم أنها لا تستحق أي مكافأة. اعترف العديد من الأعضاء برضاهم الشخصي عن اعتقادهم أن البريطانيين قد يستمرون في المعاناة لفترة أطول قليلاً. ومع ذلك، أقنعهم وليام الثالث من أورانج أن هناك فرصة ما لجلب تشارلز إلى الحرب ضد فرنسا في نهاية المطاف، وهو الأمر الذي كان يجب أن يكون له الأسبقية على اعتبارات الانتقام الصغيرة التي لا تستحق مناصبهم الرفيعة. علاوة على ذلك، لم تعلن إسبانيا الحرب بعد على فرنسا وكانت على استعداد للقيام بذلك فقط إذا قامت إنجلترا بإحلال السلام لأنها كانت تخشى الهجمات الإنجليزية على مستعمراتها الأمريكية. 
في 4 يناير 1674، صاغ البرلمان الهولندي اقتراح سلام نهائي. في 7 يناير، وصل رسول هولندي إلى هارويش يحمل معه رسالتين للقنصل الإسباني.  على الرغم من أن عمدة البلدة أوقف الرسول على الفور، فقد تم إرسال الرسائل إلى اللورد أرلينغتون، الذي أحضرها شخصيًا على عجل إلى ديل فريسنو.  تم عزل أرلينغتون بدوره في 15 يناير من قبل السير جيلبرت جيرارد بتهمة الخيانة العظمى، حيث أظهر الفعل ذاته أن لديه تعاملات سرية مع العدو.  في 24 يناير ، سلم القنصل الرسائل، التي تحتوي على اقتراح السلام، إلى تشارلز،  الذي تظاهر بأنه فوجئ بشدة. وقد شاب هذا الوضع إلى حد ما حقيقة أنه استدعى البرلمان بشكل خاص، الذي انعقد في نوفمبر، لتلك المناسبة في نفس اليوم.  أثناء مخاطبته كلا المجلسين، أنكر تشارلز أولاً بشكل قاطع وجود أي أحكام سرية لمعاهدة دوفر  ثم قدم اقتراح السلام، لرضا الأعضاء،  الذين بدورهم، تظاهروا بالدهشة على الرغم من أن الهولنديين قد أبلغوا البرلمان مسبقًا بمحتواه بالكامل.  بعد بضعة أيام من النقاش، تمت الموافقة على المعاهدة من قبل البرلمان. 
قوبل هذا الخبر بفرح عارم من قبل الجمهور.  أرسل تشارلز رسوله الخاص به إلى هولندا، والذي استقبله مجلس الولايات في 1 فبراير.  في رسالته، أعلن تشارلز عن موافقته المطلقة والبرلمان على المسألة التي أرجأ تشارلز إليها بكل سرور.  في 5 فبراير ، وصل رسول هولندي إلى لندن، حاملاً رد الجنرال.  في نفس اليوم، نصح البرلمان الملك بإبرام "سلام سريع".  تم تعيين لجنة ملكية لإعداد المسودة النهائية. تم التوقيع على معاهدة وستمنستر في 1674 من قبل الملك في 9 فبراير حسب التقويم القديم (19 فبراير حسب التقويم الجديد).  صدق عليه اللورد كيبر في 10 فبراير بوضع الختم العظيم.  يوم 17 فبراير الساعة 10:00 صباحًا ، تم الإعلان عنه علنًا في وايتهول.  تمت الموافقة عليه من قبل ولايتي هولندا وغرب فريزلاند في 4 مارس ،  (حسب التقويم الجديد) وصادقت عليه الولايات العامة في 5 مارس.  تم إعلانه في لاهاي في 6 مارس. بسبب التقويمات المختلفة المستخدمة في البلدين والإجراءات المعقدة، عندما يتم إعطاء تاريخ واحد ، فإن هذه التواريخ قد لا تتطابق في كتب التاريخ والسجلات الرسمية. 

## الشروط
لم يتم الوفاء بمعظم شروط السلام الأولية التي طالب بها الإنجليز في اتفاقية هيسويجك لعام 1672، لكن الهولنديين دفعوا مليوني غيلدر، من طلب أصلي يبلغ عشرة ملايين، يتم دفعها على مدى ثلاث سنوات، أساسًا للتعويض لخسارة الإعانات الفرنسية، وأكدوا مرة أخرى على حق الإنجليز في اداء التحية لهم، المعروفة بأسم دومينيوم ماريوم، التي امتد ادائها للانكليز حسب الاتفاقية من منطقة "لاندس إند"، في خليج غشكونية، شمالًا إلى "ستاتن لاند"، على الساحل النرويجي.  أيضًا، تم توضيح أنه كان على الهولنديين أن يحيوا أي سفينة ملكية تحمل العلم الإنجليزي، مهما كانت صغيرة أو عدد وحجم الأسطول الهولندي في مواجهتها، وهي نقطة ثبت أنها مثيرة للجدل للغاية: حيث كانت ما تسمى بحادث ميرلين ذريعة للحرب. حيث كان هذا البند مقيدًا بشرط أن الصيد الهولندي لن يعوقه بأي شكل من الأشكال هذا الحق. 
تم إعادة تأكيد شروط المعاهدة لعام 1668 التي تنظم التجارة والشحن. في غضون ثلاثة أشهر، ستجتمع لجنة أنجلو هولندية لحل النزاعات التجارية المتعلقة بجزر الهند الشرقية.  أما بالنسبة للنزاعات الإقليمية ، فقد كانت المعاهدة ترتيبًا نموذجيًا للوضع الراهن.

## التطبيق
بما أنه لا يمكن تحقيق السلام بسرعة إلى جميع أنحاء العالم، فقد تم تحديد تواريخ مختلفة عند انتهاء الأعمال العدائية القانونية. من السبر في إنجلترا، أي حافة الجرف القاري الجنوبي الغربي، إلى ساحل النرويج، يجب أن ينتهي القتال بحلول 8 مارس. جنوبا إلى طنجة بحلول 7 أبريل؛ من هناك إلى خط الاستواء بحلول 5 مايو؛ وفي بقية العالم بعد 24 أكتوبر 1674. 
بسبب الانتشار البطيء للمعلومات في ذلك الوقت، كان من الممكن أن تحدث النزاعات بعد إعلان السلام. وقعت معركة روناس فو في 14 مارس 1674،  عندما تم الاستيلاء على سفينة في شركة الهند الشرقية الهولندية بأسم وابن فان روتردام في شتلاند، بواسطة السفينة اتش ام اس نيوكاسل.  حيث تم إرسال تعليمات لها، جنبًا إلى جنب مع اتش ام اس كامبريدج ‏ واتش ام اس كراون، للاستيلاء على السفينة،  التي تقطعت بها السبل في شتلاند بسبب سوء الأحوال الجوية الذي تسبب في فقدان السفينة صواريها ودفتها.  أعيدت وابن فان روتردام إلى إنجلترا كجائزة حرب.  ذكرت صحيفة هولندية معاصرة أن أربعمائة من أفراد الطاقم كانوا في الأصل على متن وابن فان روتردام، ولكن تم نقل مائة سجين فقط في وقت لاحق من قبل كراون،  مما يشير إلى أن ما يصل إلى ثلاثمائة من أفراد الطاقم ربما قتلوا على الرغم من وجود سجناء إضافيين ربما تم نقله على متن السفن الإنجليزية الأخرى.
في النهاية، أجبر ويليام تشارلز على دفع "التعويضات" عن الديون التي كان يدين بها إلى عائلة أوراني، التي دعمت والده عسكريًا، تشارلز الأول ملك إنجلترا، خلال الحرب الأهلية الإنجليزية، وبالتالي لم يتلق تشارلز الثاني سوى القليل جدًا. 

## أنظر أيضا
- تاريخ مدينة نيويورك
- نيو نذرلاند
- المعاهدات الأنجلو هولندية لعام 1814 و1824 و 1870